# Václav Šafránek
Václav Šafránek (Brno, 20 mei 1994) is een Tsjechische tennisser. Hij deed mee aan verscheidene grandslamtoernooien. Hij heeft één challenger in het dubbelspel op zijn naam staan.

## Palmares

### Palmares dubbelspel
| Nr.                  | Datum        | Toernooi | Ondergrond | Partner     | Tegenstanders in finale                   | Score    | Details |
| -------------------- | ------------ | -------- | ---------- | ----------- | ----------------------------------------- | -------- | ------- |
| Gewonnen challengers |              |          |            |             |                                           |          |         |
| 1.                   | 15 juli 2017 | Bastad   | Gravel     | Tuna Altuna | N. Sriram Balaji N Vijay Sundar Prashanth | 6-1, 6-4 |         |

## Resultaten grote toernooien
| Legenda | Legenda                          |
| ------- | -------------------------------- |
| g.t.    | geen toernooi gehouden           |
| l.c.    | lagere categorie                 |
| –       | niet deelgenomen                 |
| G       | uitgeschakeld in de groepsfase   |
| 1R      | uitgeschakeld in de eerste ronde |
| 2R      | uitgeschakeld in de tweede ronde |
| 3R      | uitgeschakeld in de derde ronde  |
| 4R      | uitgeschakeld in de vierde ronde |
| KF      | uitgeschakeld in de kwartfinale  |
| HF      | uitgeschakeld in de halve finale |
| F       | de finale verloren               |
| W       | het toernooi gewonnen            |
| w-v     | winst/verlies-balans             |

### Enkelspel
| grandslamtoernooien  |      |      |
| Australian Open      | –    | 1R   |
| Roland Garros        | –    |      |
| Wimbledon            | –    |      |
| US Open              | 1R   |      |
| olympisch            |      |      |
| Olympische Spelen    | g.t. | g.t. |
| statistieken         |      |      |
| totaal aantal titels | 0    | 0    |
| eindejaarsranking    | 228  |      |